# ŁKS Łódź (basket-ball féminin)
Pour le club omnisports, voir ŁKS Łódź.
Le ŁKS Siemens AGD Łódź est un club polonais féminin de basket-ball appartenant à la PLKK, soit le plus haut niveau du championnat polonais. Cette section du club omnisports le ŁKS Łódź est basé dans la ville de Łódź

## Palmarès
- Champion de Pologne : 1967, 1972, 1973, 1974, 1982, 1983, 1986, 1995, 1997

## Entraîneurs successifs
- Depuis ? : -